# Badminton bei den Juegos Bolivarianos 2017
Bei den Juegos Bolivarianos 2017 wurden vom 16. bis zum 18. November 2017 sechs Badmintonwettbewerbe ausgetragen. Austragungsort war Santa Marta, Kolumbien.

## Sieger und Platzierte
| Disziplin    | Gold                                                                            | Silber | Bronze |
| ------------ | ------------------------------------------------------------------------------- | --- | --- |
| Herreneinzel | Rodolfo Ramírez                                                                 | Daniel La Torre | Cristian Araya |
| Herreneinzel | Rodolfo Ramírez                                                                 | Daniel La Torre | José Guevara |
| Dameneinzel  | Daniela Macías                                                                  | Nikte Sotomayor | Diana Corleto |
| Dameneinzel  | Daniela Macías                                                                  | Nikte Sotomayor | Paula La Torre |
| Herrendoppel | Rodolfo Ramírez Jonathan Solís                                                  | José Guevara Daniel La Torre                                                                                         | César Brito Reimi Cabreras |
| Herrendoppel | Rodolfo Ramírez Jonathan Solís                                                  | José Guevara Daniel La Torre                                                                                         | Willian Cabrera Nelson Javier |
| Damendoppel  | Daniela Macías Dánica Nishimura                                                 | Nairobi Jimenez Arianna Sanchez                                                                                      | Michelle Martinez Damaris Ortiz |
| Damendoppel  | Daniela Macías Dánica Nishimura                                                 | Nairobi Jimenez Arianna Sanchez                                                                                      | Inés Castillo Paula La Torre |
| Mixed        | Mario Cuba Daniela Macías                                                       | Lesvin Marroquin Mariana Isabel Paiz Quan                                                                            | Jonathan Solís Nikte Sotomayor |
| Mixed        | Mario Cuba Daniela Macías                                                       | Lesvin Marroquin Mariana Isabel Paiz Quan                                                                            | Daniel La Torre Dánica Nishimura |
| Teams        | Guatemala Alejandra José Paiz Quân Nikte Sotomayor Kevin Cordón Rodolfo Ramírez | Peru Dánica Nishimura Daniel La Torre Daniela Macías Diego Mini Inés Castillo José Guevara Mario Cuba Paula La Torre | Dominikanische Republik Arianna Licelot Sanchez Matos Bermary Altagracia Polanco Muñoz César Brito Judith Noemi Almonte Ureña Nairobi Abigail Jimenez Nelson Javier Reimi Cabreras Willian Cabrera |